# Oza-Cesuras
Oza-Cesuras är en kommun i Spanien. Den ligger i provinsen A Coruña i den autonoma regionen Galicien i nordvästra delen av landet, 500 km nordväst om huvudstaden Madrid. Antalet invånare är 5 151 (2024). Arean är 151,62 kvadratkilometer. Kommunen bildades 2013 genom sammanslagning av kommunerna Oza de los Ríos och Cesuras.